# Giuseppe Materazzi
Giuseppe Materazzi (ur. 5 stycznia 1946 w Arborea) – włoski piłkarz i trener, ojciec piłkarza Marco Materazziego. 
Występował w takich klubach jak US Lecce, Reggina Calcio czy AS Bari. Trenował wiele klubów, w tym S.S. Lazio, Brescia Calcio czy Sporting CP. 